# Pirra (figlia di Creonte)
Pirra (in greco antico: Πύρρα?, Pýrra) è un personaggio della mitologia greca.

## Genealogia
Figlia di Creonte e di Euridice o Enioche.
Sposa di Ificle e madre di due figli.

## Mitologia
Indicata come la più giovane figlia di Creonte, vide suoi due figli (di cui nessun autore cita i nomi) essere gettati nel fuoco da Eracle.
Pausania scrive che al tempio di Apollo di Tebe esistevano due statue dedicate a lei e alla sorella Enioche.